# Motor eletrostático
Motor eletrostático é uma máquina elétrica que, com auxílio de campos eletrostáticos, converte energia elétrica em energia mecânica.
Nos motores eletrostáticos a força exercida sobre uma carga por um campo elétrico é convertida em movimento. O motor eletrostático é uma forma especial de motor elétrico. Seu uso é limitado a aplicações experimentais, devido à tensão relativamente alta e baixa eficiência. A tensão necessária para aplicações macroscópicas é de vários quilovolts. É de se notar que o motor pode desenvolver todo o seu torque quando parado, sem fluxo de corrente. Existem aplicações possíveis em nanotecnologia, pelo fato de que o motor pode ser fabricado com uma estrutura bidimensional. O conceito de acionamento eletrostático é um dos princípios de acionamento mais importantes dos micro atuadores.